# August Neubert
 For alternative betydninger, se August Neubert (virksomhed).
Carl Friederich August Neubert (21. januar 1825 i Sebnitz i Sachsen – 3. juli 1894 i Meran) var en tysk-dansk fabrikant, der grundlagde bomuldsvæveriet August Neuberts Fabriker.
Carl Friederich August Neubert blev født den 21. januar 1825 i Sebnitz i Sachsen, hvor hans fader, Traugott Carl Friederich Neubert, var kvæghandler og slagtermester. Han lærte bomuldsvæveriet i sin fødeby og flere andre steder i Tyskland og oprettede derefter 1846 i Neumünster uden kapital et lille etablissement, der efterhånden voksede op til et stort bomuldsvæveri, farveri og trykkeri. Efter begivenhederne i 1864 forlagde han 1867 virksomheden til København. Fabrikkerne kom til at ligge i Viborggade på Østerbro i København og på Howitzvej (da Lampevej) på Frederiksberg.
I 1873 optog han en søn og en svigersøn i forretningen, der senere gik over til tre sønner. Han døde 3. Juli 1894 i Meran. Den 9. Juni 1846 havde han ægtet Marie Margrethe Bornhøft (født 8. februar 1825), datter af købmand i Neumünster Joachim Bornhøft og Anna født Butenschøn.